# Viadukt Lešnica
Viadukt Lešnica je avtocestni viadukt na 2,4 kilometra dolgem, tehnično zahtevnem odseku avtoceste A2 med Peračico in Podtaborom. Viadukta imata enako elementarno postavitev in višine, a povsem drugačni zasnovi. 

## Izgradnja
Severni viadukt je kontinuirana prednapeta betonska konstrukcija, ki je bil zgrajen s tehnologijo postopnega narivanja. Največji razpon znaša 72,5 metra, višina stebrov pa do 42 metrov. Viadukt je del severne polovice gorenjskega kraka avtoceste avtoceste A2. Južni viadukt je nadomestil obstoječ dotrajan viadukt iz leta 1965, od katerega so se ohranili in ustrezno obnovili temelji in stebri. Objekt je širok 14,1 metra, z najdaljšim razponom 72,5 metra in zasnovan s sovprežnim prerezom. Izveden je bil s tehnologijo postopnega narivanja, a je stara konstrukcija služila novi namesto začetnega kljuna in nova stari v funkciji zadnjega kljuna pri demontaži.